# Gaston Breteau
Gaston Breteau, all'anagrafe Gaston Victor Breteau, noto anche con lo pseudonimo di Breteau (Parigi, 31 marzo 1859 – Parigi, 19 ottobre 1909), è stato un attore francese.

## Filmografia

### Attore

#### Cinema
- La vie et la passion de Jésus-Christ, regia di Georges Hatot e Louis Lumière - cortometraggio (1898)
- Histoire d'un crime, regia di Ferdinand Zecca - cortometraggio (1901)
- Le conférencier distrait, regia di Ferdinand Zecca - cortometraggio (1902)
- Le chat botté, regia di Lucien Nonguet e Ferdinand Zecca - cortometraggio (1903)
- Odyssée d'un paysan à Paris, regia di Charles-Lucien Lépine - cortometraggio (1905)

### Attore e regista

#### Cinema
- Les métamorphoses de Satan, co-regia di Georges Hatot - cortometraggio (1898)